# Polydesmus robiniarum
Polydesmus robiniarum är en mångfotingart som beskrevs av Karl Wilhelm Verhoeff 1926. Polydesmus robiniarum ingår i släktet Polydesmus och familjen plattdubbelfotingar. Inga underarter finns listade i Catalogue of Life.